# Wólka Orłowska (gromada)
Wólka Orłowska – dawna gromada, czyli najmniejsza jednostka podziału terytorialnego Polskiej Rzeczypospolitej Ludowej w latach 1954–1972.
Gromady, z gromadzkimi radami narodowymi (GRN) jako organami władzy najniższego stopnia na wsi, funkcjonowały od reformy reorganizującej administrację wiejską przeprowadzonej jesienią 1954 do momentu ich zniesienia z dniem 1 stycznia 1973, tym samym wypierając organizację gminną w latach 1954–1972.
Gromadę Wólka Orłowska z siedzibą GRN w Wólce Orłowskiej utworzono – jako jedną z 8759 gromad na obszarze Polski – w powiecie krasnostawskim w woj. lubelskim na mocy uchwały nr 9 WRN w Lublinie z dnia 5 października 1954. W skład jednostki weszły obszary dotychczasowych gromad Wólka Orłowska, Dworzyska, Wał, Topola i Orłów Drewniany kol. ze zniesionej gminy Izbica w tymże powiecie. Dla gromady ustalono 17 członków gromadzkiej rady narodowej.
1 stycznia 1962 gromadę zniesiono, włączając jej obszar do gromad: Orłów Murowany (wsie Wólka Orłowska i Topola oraz kolonię Marianka), Izbica (wieś Wał) i nowo utworzonej Krasnystaw (wieś i kolonię Dworzyska) w tymże powiecie.